# Ken Felton
Kenneth Carl Felton (sinh ngày 18 tháng 2 năm 1949) là một cựu cầu thủ bóng đá người Anh có 52 lần ra sân ở Football League thi đấu ở vị trí hậu vệ cho Darlington cuối thập niên 1960. Ông cũng thi đấu bóng đá non-league cho South Shields. Ông từng thi đấu cho đội tuyển U-15 Trường Durham mùa giải 1964–65.